# Associazione Calcio Savoia 1908 1987-1988
Questa voce raccoglie le informazioni riguardanti il Savoia nelle competizioni ufficiali della stagione 1987-1988.

## Stagione
La stagione 1987-1988 fu la 66ª stagione sportiva del Savoia.
Campionato Interregionale 1987-1988: 6º posto

## Divise e sponsor
Lo sponsor tecnico è Ennerre, mentre lo sponsor principale è Oplonti Marina del sole.
| Casa |

## Organigramma societario
Area direttiva
- Presidente: Michele Gallo

Area organizzativa
- Segretario: Giuseppe Sasso
- Coordinatore: Felicio Ferraro

Area tecnica
- Direttore Sportivo: Gaetano Battiloro
- Allenatore: Antonio Petrone poi
Ciro Scognamiglio poi
Giuseppe Cresci
- Magazziniere: Raffaele Ciliberti

Area sanitaria
- Medico sociale: Dott. Andrea Ciniglio
- Massaggiatore: Andrea Vecchione

## Rosa
| N. |                   | Ruolo | Calciatore                    |
| -- | ----------------- | ----- | ----------------------------- |
|    | Italia (bandiera) | P     | Aniello Garofalo              |
|    | Italia (bandiera) | P     | Domenico Russo                |
|    | Italia (bandiera) | P     | Carmine Scognamiglio          |
|    | Italia (bandiera) | D     | Salvatore Amura               |
|    | Italia (bandiera) | D     | Alessandro Dati               |
|    | Italia (bandiera) | D     | Mario Gaudenzi                |
|    | Italia (bandiera) | D     | Antonio Iennaco               |
|    | Italia (bandiera) | D     | Antonio Rumolo                |
|    | Italia (bandiera) | C     | Giuseppe Cimmaruta (capitano) |
|    | Italia (bandiera) | C     | Luciano D'Agostino            |
|    | Italia (bandiera) | C     | Antonio Marasco               |
|    | Italia (bandiera) | C     | Pasquale Matarese             |

| N. |                   | Ruolo | Calciatore        |
| -- | ----------------- | ----- | ----------------- |
|    | Italia (bandiera) | C     | Walter Ruggiero   |
|    | Italia (bandiera) | A     | Angelo Lubrano    |
|    | Italia (bandiera) | A     | Gerardo Marra     |
|    | Italia (bandiera) | A     | Giuseppe Mottola  |
|    | Italia (bandiera) |       | Gerardo Amoruso   |
|    | Italia (bandiera) | A     | Vincenzo D’Apuzzo |
|    | Italia (bandiera) |       | Pasquale De Rosa  |
|    | Italia (bandiera) |       | Federico Fedele   |
|    | Italia (bandiera) |       | Giorgio Nino      |
|    | Italia (bandiera) |       | Rosario Izzo      |
|    | Italia (bandiera) |       | Raffaeli          |
|    | Italia (bandiera) |       | Ivan Russo        |

## Risultati

### Campionato Interregionale

#### Girone di andata
| Rosarno 20 settembre 1987 1ª giornata | Rosarnese          | 0 – 0 | Savoia | \| Arbitro: \| Raimondo (Taranto) \| |
| Arbitro:                              | Raimondo (Taranto) |       |        |                                      |

| Arbitro: | Canzonieri (Roma) |

|                      |           |                           |
| Lubrano 8’ Amura 15’ | Marcatori | 27’ Morra 47’ Langellotti |

| Arbitro: | Sbrilli (Grosseto) |

|                                 |           |  |
| Dell'Annunziata 19’ Velotti 69’ | Marcatori |  |

| Torre Annunziata 11 ottobre 1987 4ª giornata | Savoia          | 0 – 0 | Angri | Stadio Alfredo Giraud\| Arbitro: \| Babini (Modena) \| |
| Arbitro:                                     | Babini (Modena) |       |       |                                                        |

| Sambiase 18 ottobre 1987 5ª giornata | Sambiase        | 0 – 0 | Savoia | \| Arbitro: \| Mitro (Potenza) \| |
| Arbitro:                             | Mitro (Potenza) |       |        |                                   |

| Arbitro: | Schizi (Finale Emilia) |

|            |           |  |
| Rumolo 30’ | Marcatori |  |

| Arbitro: | Lentini (Messina) |

|              |           |  |
| Ortolini 53’ | Marcatori |  |

| Arbitro: | Biancalana (Viareggio) |

|  |           |                              |
|  | Marcatori | 50’ Tarantino 80’ Fontanella |

| Arbitro: | Grimaldi (Catania) |

|  |           |                       |
|  | Marcatori | 16’ Mottola 20’ Amura |

| Arbitro: | Contu (Carbonia) |

|            |           |  |
| Rumolo 26’ | Marcatori |  |

| Sarno 29 novembre 1987 11ª giornata | Sarnese        | 0 – 0 | Savoia | \| Arbitro: \| Saia (Palermo) \| |
| Arbitro:                            | Saia (Palermo) |       |        |                                  |

| Arbitro: | Cecati (Perugia) |

|                |           |             |
| Vicidomini 41’ | Marcatori | 2’ Ruggiero |

| Arbitro: | Maselli (Cremona) |

|                              |           |              |
| Mottola 10’, 76’ Lubrano 37’ | Marcatori | 75’ Giordano |

| Arbitro: | Carucci (Brindisi) |

|                                                                                 |           |                        |
| Schiano 9’ Buonanno 16’ Riviello 41’ D'Angelo 41’, 73’ D'Agostino 84’ Leone 89’ | Marcatori | 43’ Amura 49’ Matarese |

| Arbitro: | Marano (Acireale) |

|                           |           |  |
| Mottola 56’ Cimmaruta 71’ | Marcatori |  |

#### Girone di ritorno
| Torre Annunziata 10 gennaio 1988 16ª giornata | Savoia          | 0 – 0 | Rosarnese | Stadio Alfredo Giraud\| Arbitro: \| Gallo (Bologna) \| |
| Arbitro:                                      | Gallo (Bologna) |       |           |                                                        |

| Arbitro: | Freddi (Sassari) |

|                                  |           |  |
| Erbaggio II 5’ (rig.) Taiano 83’ | Marcatori |  |

| Torre Annunziata 24 gennaio 1988 18ª giornata | Savoia               | 0 – 0 | Sant'Antonio Abate | Stadio Alfredo Giraud\| Arbitro: \| Siciliano (Brindisi) \| |
| Arbitro:                                      | Siciliano (Brindisi) |       |                    |                                                             |

| Angri 31 gennaio 1988 19ª giornata | Angri           | 0 – 0 | Savoia | Stadio Pasquale Novi\| Arbitro: \| Ghionda (Lecce) \| |
| Arbitro:                           | Ghionda (Lecce) |       |        |                                                       |

| Arbitro: | Cirenti (Piacenza) |

|                                                 |           |  |
| Amura 15’ Lubrano 65’ Mottola 74’ Cimmaruta 78’ | Marcatori |  |

| Arbitro: | Rizzo (Catania) |

|            |           |  |
| D'Atri 33’ | Marcatori |  |

| Arbitro: | Mercuri (Foggia) |

|                |           |  |
| D'Agostino 39’ | Marcatori |  |

| Arbitro: | Della Vite (Modena) |

|                                                 |           |          |
| Condemi 24’ Tarantino 39’ Fontanella 50’ (rig.) | Marcatori | 48’ Izzo |

| Arbitro: | Biggio (Cagliari) |

|                                 |           |  |
| Amura 42’ Izzo 70’ Matarese 80’ | Marcatori |  |

| Arbitro: | Ghionda (Lecce) |

|                        |           |                  |
| Calaghini 48’ Elia 71’ | Marcatori | 78’, 79’ Lubrano |

| Torre Annunziata 10 aprile 1988 26ª giornata | Savoia           | 0 – 0 | Sarnese | Stadio Alfredo Giraud\| Arbitro: \| Iannello (Pavia) \| |
| Arbitro:                                     | Iannello (Pavia) |       |         |                                                         |

| Torre Annunziata 17 aprile 1988 27ª giornata | Savoia             | 0 – 0 | Paganese | Stadio Alfredo Giraud\| Arbitro: \| Ercolino (Cassino) \| |
| Arbitro:                                     | Ercolino (Cassino) |       |          |                                                           |

| Arbitro: | Cosi (Firenze) |

|                             |           |                                       |
| Capasso 59’ Esposito II 66’ | Marcatori | 28’ Matarese 60’ Rumolo 68’ Cimmaruta |

| Arbitro: | Pala (Sassari) |

|           |           |              |
| Amura 58’ | Marcatori | 61’ D'Angelo |

| Arbitro: | Ganadu (Ozieri) |

|                                          |           |  |
| Crivella 51’ Sammarco 62’ Zavettieri 81’ | Marcatori |  |

### Coppa Italia Dilettanti

#### Primo turno
| San Cipriano d'Aversa settembre 1987 1º turno andata | Sanciprianese | 1 – 0 | Savoia |  |

| Torre Annunziata settembre 1987 1º turno ritorno | Savoia | 2 – 1 | Sanciprianese | Stadio Alfredo Giraud |